# Derya Cıbır
Derya Cıbır (Çorum, 14 de juliol de 1990) és una judoka turca. Va ser guanyadora d'una medalla de plata, a la categoria de 48 kg, en el Campionat Europeu de Sub-20 del 2008 a Varsòvia. També va guanyar una medalla de bronze en els Jocs del Mediterrani de 2009 a Pescara. Derya Cıbır actualment viu a Esmirna i estudia a la Universitat d'Egeu, i és esportista de İzmir Büyükşehir Belediyespor. El seu pare Hasan Cıbır fou lluitador.